# Ligue de la jeunesse communiste du Canada

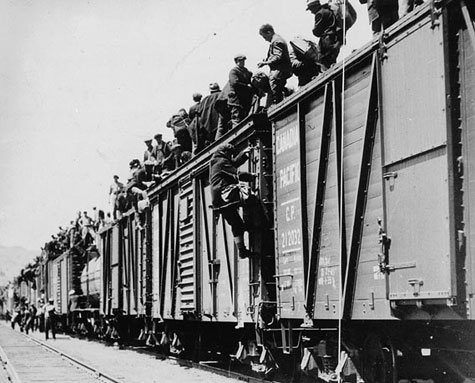
Marcheurs sur Ottawa à Kamloops, en Colombie-Britannique

La Ligue de la jeunesse communiste du Canada (YCL-LJC) est une organisation canadienne de jeunes marxistes-léninistes fondée en 1922. Bien qu'officiellement indépendante, l'organisation se dit politiquement et idéologiquement affiliée au Parti communiste du Canada. Au cours du XXe siècle, la ligue participe, entre autres, à la Marche sur Ottawa, au bataillon Mackenzie-Papineau et à d’autres luttes de la jeunesse et des étudiants. La ligue est toujours active aujourd'hui.

## Description moderne
Selon leur site Web :

La YCL-LJC se compose de cellules étudiantes et communautaires réparties partout au pays. Nous sommes une organisation de masse de jeunes travailleurs, d’employés et de chômeurs, d’étudiants du secondaire et de niveau postsecondaire, de jeunes femmes et de jeunes hommes, de personnes queer et d’hétérosexuels – de toutes les classes et couches de la population exploitées et opprimées par le système capitaliste monopoliste du Canada. Nous mêlons culture et militantisme politique, débat, discussion et éducation.

## Historique
La Ligue de la jeunesse Communiste du Canada est fondée lors d'un congrès à Toronto en 1923, en tant qu'aile jeunesse du Parti communiste du Canada. Depuis lors, le statut et la fonction de la Ligue auront connu plusieurs changements.

### Les années 1920
Fondée en 1923 sous le nom de Ligue des jeunes travailleurs (YWL), en raison de l’interdiction par la Loi sur les mesures de guerre contre les communistes et autres organisations radicales au Canada, au retrait de cette loi à la fin de 1923, cette organisation de jeunes voit son nom changer pour celui dans sa forme actuelle. Leslie Morris est le premier secrétaire général de la Ligue (siégeant de 1923 à 1924). La Ligue devient rapidement membre de l’Internationale des jeunes communistes (IJC), une association internationale d'organismes similaires du monde entier. Notamment, l’IJC comprend le Komsomol de l'URSS qui servit de modèle pour toutes les autres organisations membres.
Selon le premier organisateur, Dave Kashtan, la LJC « servait d'organisation éducative pour les jeunes travailleurs et étudiants, afin de les éduquer « dans l’esprit du socialisme ». Certains des premiers efforts d’organisation de la Ligue ont lieu dans les grandes villes comme Toronto, Montréal, Winnipeg et Vancouver, trouvant un franc succès parmi les jeunes des communautés d'immigrants. L'intérêt des jeunes pour la LJC est un reflet de l’époque. Le succès de la révolution d'Octobre (établissant l’URSS) qui s’ensuivit et la réaction de l'Occident face à cette révolution ont un impact considérable sur certains travailleurs canadiens. Même si l’économie du Canada est en plein essor, certains jeunes se souviennent encore du chômage et de la misère d'après-guerre qui les ont affligés immédiatement après la Première Guerre mondiale.
L’objectif déclaré de la LJC était d'organiser les jeunes travailleurs et étudiants en vue d'améliorer leurs conditions de travail et leur qualité de vie; bien que ses statuts la déclarent indépendante et sans affiliation partisane, elle appuie publiquement les politiques du Parti communiste du Canada. Selon Kashtan, qui devient organisateur de la LJC à l’âge de 17 ans : « Nous croyons que le socialisme offre le seul remède contre le chômage et la pauvreté. ».
En 1928, la Ligue dirige 40 écoles au Canada et accueille 2 000 jeunes. À cette époque, Fred Rose et Sam Carr, qui deviendront plus tard des leaders du communisme canadien, sont les organisateurs de la LJC à Montréal.

### Les années 1930
Le début de la Grande Dépression inflige de grandes souffrances et de grandes difficultés aux Canadiens. En aout 1934, à son septième congrès national, la LJC souligne les conditions « de chômage, de faim et de misère».
Bien que le nombre total de membres n’ait jamais été élevé, l’influence et les activités de la LJC au sein des mouvements de jeunesse pendant la Grande Dépression sont remarquables. Les membres de la LJC s’impliquent dans les mouvements de chômeurs, de militantisme pour la paix, de militantisme syndical et les organisations étudiantes.
Sous la devise « Travail et salaires », les membres de la LJC travaillent pour organiser les chômeurs qui peuplent les camps de secours partout au pays. La principale préoccupation de la LJC, « lorsque je suis devenu secrétaire », dit Maurice Rush dans son autobiographie, « était d'organiser les jeunes sans emploi ». Comme beaucoup d'autres observateurs, Rush (qui était le chef de la LJC en Colombie-Britannique après 1935), affirme que la LJC est active au sein du Syndicat des travailleurs des camps de secours (RCWU) et qu’elle joue un rôle dans la mobilisation des jeunes des camps de secours, afin qu'ils participent à la marche sur Ottawa. Pendant cette marche, de nombreux travailleurs ouvrent leurs maisons et leurs armoires aux manifestants, partageant parfois des rations de secours familiales. À Vancouver, les femmes communistes lancent un appel à une action de solidarité, et cinq mille femmes de la classe ouvrière se rendent à une manifestation spéciale « La Fête des mères », au nom des travailleurs de camps et pour exiger leur fermeture.
Informés par le maire de Vancouver que la portée limitée du Conseil municipal était mal équipée pour répondre à leurs revendications, les sections de la LJC et du Parti communiste de la Colombie-Britannique, ainsi que le Syndicat des travailleurs des camps, décident de marcher sur Ottawa, estimant que seule une action à l’échelle nationale pourrait motiver le gouvernement conservateur de Bennett à entendre leurs préoccupations. Arthur (Slim) Evans, membre de la LJC, est élu dirigeant de ce périple pour traverser le pays.
Bennett est très critiqué pour sa façon de gérer la situation Un peu plus tard cette année-là, le gouvernement Bennett est battu aux élections, redonnant ainsi un élan aux mouvements en faveur de la santé publique, de l’éducation, de l’assurance-chômage et d’autres réformes du filet de sécurité sociale.
Au cours de cette même période, un mouvement des Pionniers, formé des jeunes enfants de parents communistes ou sympathisants, est organisé avec un effectif d’environ 6 000 membres. Sous la direction de la LJC, les Pionniers publient leur propre revue avec un tirage d’environ 4 000 exemplaires.
Le mandat de la LJC ne se limite pas seulement au sort des jeunes chômeurs. En 1935, une cellule communiste est officiellement créée à l’Université de Toronto. Comme le fait remarquer Maurice Rush, dirigeant de la LJC de la Colombie-Britannique : « Les membres se rendent compte que la lutte pour une vie décente pour la jeune génération des années trente exige une action publique étendue et commune de la part de toutes les sections de jeunes. Nous avons travaillé sans relâche pour bâtir cette unité, avec grand succès.
Avec l’évolution des conditions nationales et internationales, associée à la montée du fascisme, cela conduit à une nouvelle conception de la LJC et de son rôle dans la lutte. »

### La montée du fascisme et le Congrès de la jeunesse canadienne
Au fur et à mesure qu’avançaient les années 1930, le fascisme se développait en Europe, en Asie et en Amérique du Nord même. Avec l’invasion japonaise de la Mandchourie en 1931 et l’invasion de l’Éthiopie par l’Italie fasciste, les communistes canadiens se joignent à ceux qui sonnent un avertissement contre la menace croissante que représente le fascisme.
Des étudiants de droite de l’Université de Montréal organisent des manifestations contre la Ligue, qui prennent une tournure violente et leur lancent des briques. Parallèlement, « le maire de Montréal interdit les réunions de protestation soutenues par des organisations syndicales ».
En collaboration avec le Parti communiste, la LJC commence à tendre la main aux organisations de jeunesse partout au pays. Un conseil mixte de la jeunesse voit le jour à Winnipeg, suivi de plusieurs autres dans tout le pays. En mai 1936, le Congrès de la jeunesse canadienne (CJC) est fondé lors d’une conférence nationale à Ottawa et prépare des délégués pour le Congrès mondial de la jeunesse qui se tiendra à Genève plus tard au cours de l’été.
Parmi les objectifs du Congrès figure l’intention d’agir en tant que groupe de pression sur les questions de paix, d’éducation et de chômage. À cette fin, la conférence d’Ottawa produit la Déclaration des droits de la jeunesse canadienne, des résolutions sur la jeunesse canadienne et la paix dans le monde, et le projet de loi sur la jeunesse canadienne. Les bulletins de sécurité de la GRC montrent que les membres dirigeants de la LJC étaient d’ardents promoteurs de ce Congrès et parmi ses principaux organisateurs. Au fur et à mesure que la probabilité de guerre augmente, les efforts soutenant la mobilisation des jeunes canadiens pour la paix sont au centre des préoccupations, parallèlement à ceux appuyant l’adoption du « projet de loi sur les jeunes », un document visant la protection économique des jeunes et l’abrogation de la Loi sur le service militaire.
À son apogée, le CJC compte plus de 400 000 membres et ses conférences nationales annuelles réunissent plus de 700 jeunes. Le deuxième Congrès de la jeunesse canadienne à Montréal en mai 1937 voit une volonté d'élargir la portée du mouvement et d’accroitre la participation des jeunes Canadiens-français. La Colombie-Britannique organise son propre Congrès des jeunes de la Colombie-Britannique, lancé par la YMCA (Young Men's Christian Association) en collaboration avec la Ligue. Des conférences annuelles ont lieu de 1936 à 1940, où les membres du CJC continuent à dénoncer la montée du fascisme jusqu’en 1942.
L'antifascisme devient l’une des principales positions du Congrès, et ses représentants s’engagent dans des activités soutenant l'Espagne loyaliste que la LJC défend avec ardeur.

### La guerre civile d'Espagne
La première grande bataille contre le fascisme a lieu en Espagne, lorsque le général Franco mobilise ses troupes contre le gouvernement démocratiquement élu de la République espagnole; incitant à la guerre civile espagnole. L’aide aux forces républicaines espagnoles provient de partout dans le monde, y compris du Canada.
Tout au long de la guerre civile espagnole, la LJC se joint à d’autres organisations pour mettre sur pied le bataillon Mackenzie-Papineau, au sein duquel les membres de la LJC combattent auprès des troupes républicaines. Grâce à l’aide du Parti communiste du Canada, 1 200 Canadiens se rendent en Espagne.
Mais l’aide vient sous toutes ses formes. Par exemple, les membres de la LJC actifs au sein de la Workers Sports Association (Association sportive des travailleurs) aident à organiser le soutien :

La majorité des membres (de l’Association sportive des travailleurs) sont de jeunes syndiqués de l’industrie du vêtement. [...] La plus grande foule qui ait jamais assisté aux jeux du Fletcher's Field se tient lors d’un match de soccer entre les clubs de la WSA de Toronto et de Montréal, en soutien à l’unité de sang du Dr. Norman Bethune en Espagne. Des milliers de Montréalais se mobilisent pour apporter leur soutien à la lutte pour « sauver la démocratie en Espagne.

De telles actions attirent l’attention de la police dans des villes comme Montréal, Toronto, Ottawa et Vancouver, où les clubs de la WSA étaient sous surveillance policière. Un événement de boxe est arbitrairement annulé. À Toronto, les propriétaires de salles sont avertis que leurs permis de location de salles se verraient annulés, s’il advenait que les locaux servaient à des fonctions de la WSA. Une descente de police au club WSA de Vancouver mène à la confiscation des listes de membres et de l’équipement du club. En Colombie-Britannique, les membres de la Ligue organisent des « brigades de filles » visant à lever des fonds pour l’Espagne, un effort de solidarité qui attire les regards du monde entier.
Après la guerre civile espagnole, la LJC poursuit ses actions antifascistes et publie un journal : The Young Worker (en français : Le jeune travailleur), jusqu’à ce que la Ligue et le Parti communiste soient interdits en 1941. Les communistes canadiens se réorganisent alors sous le nom de Parti ouvrier progressiste (POP), tandis que la LJC devient la Fédération nationale des jeunes travailleurs (FNJT).
La FNJT n’est pas formée comme une organisation explicitement marxiste, mais plutôt basée sur le concept de « front populaire ». Dans certains cas, elle se fusionne avec des sections du Mouvement des jeunes de la Fédération du Commonwealth coopératif, l’aile jeunesse de la Fédération du Commonwealth coopératif, un parti social-démocrate. Cette politique étant contraire à celle de la FCC, elle entraine en conséquence l’expulsion de nombreux communistes des rangs de ce parti. Alors que la nouvelle FNJT se développe rapidement, la Fédération reconsidère cette approche après la guerre et se réoriente en tant qu’organisation de jeunesse communiste. En novembre 1945, la FNJT est l’un des membres fondateurs de la Fédération mondiale de la jeunesse démocratique.

### Après la Seconde Guerre mondiale, la guerre de Corée et la Guerre froide
La FNJT et le POP font face à la répression tout au long de la Guerre froide. La FNJT tente de combattre le sentiment anticommuniste grandissant et l’isolement par des efforts au sein du mouvement de paix, y compris une campagne contre la guerre de Corée.
Leurs efforts à ce moment-là comprenait le « 8 Cent Candy Bar Strike ». En 1947, le prix d'une friandise coutait 0,05 $, mais lorsque la fin des contrôles sur les prix en temps de guerre voit une augmentation de trois cents, les jeunes protestent. Selon CBC News, « les jeunes non officiellement affiliés à la Fédération nationale des jeunes travailleurs inondent les rues en brandissant des pancartes, pour protester contre la hausse des prix des friandises de 3 cents à 8 cents chacune ». Les jeunes de l’ile de Vancouver protestent devant les confiseries, et les manifestations ne se limitent pas seulement aux grandes villes. Une de ces actions a lieu à Ladysmith :
Le Wigwam à Ladysmith a augmenté le prix de 5 à 8 cents, une augmentation du prix de 62 %! Parker Williams, âgé de 16 ans, et ses camarades d’école en furent outrés. Cette augmentation représente une augmentation importante des couts, alors que l’allocation moyenne pour un adolescent est inférieure à un dollar. Des panneaux sont peints, Parker fait décorer sa vieille voiture, une McLaughlin 1923. Une marche s’organise, et elle est si réussie qu’ils font effectivement demi-tour pour retourner dans la rue. Le 30 avril 1947, environ 200 enfants prennent d’assaut l’Assemblée législative à Victoria pour réclamer des mesures. Un jour plus tard, à Toronto, des étudiants de trois écoles secondaires différentes organisent une manifestation de masse. À Frédéricton, les enfants combinent leurs rations de sucre pour faire de grandes quantités de fudge fait maison. Il y a une manifestation dans toutes les grandes villes. Le boycott national par les enfants pour les bonbons plus chers n'est pas une plaisanterie pour les propriétaires stupéfaits, qui voient leurs ventes chuter de 80 % du jour au lendemain. Des piquets d’enfants assiègent les propriétaires de magasins avec sifflets, brassards et pancartes portant des slogans tels que « Don't be a Sucker! Don't Buy 8 Cent Bars! » (Ne soyez pas idiots! N’achetez pas des friandises à 8 cents!)
.
Une manifestation partout au pays était prévue pour le 3 mai. La manifestation est toutefois réprimée par les accusations du Toronto Telegram, selon lesquelles la Fédération nationale des jeunes travailleurs forme un front communiste déterminé à « semer quelques-unes des graines du marxisme ».
À peu près à la même époque, la Fédération lance également une campagne de soutien à Julius et Ethel Rosenberg et travaille avec des organisations comme le Mouvement chrétien des étudiants pour amener les jeunes au Festival mondial de la jeunesse et des étudiants à Prague (1947), à Budapest (1949), à Berlin (1951), à Bucarest (1953), à Varsovie (1955) et à Moscou (1957).

### La fin de la guerre froide
En 1958, un clivage se produit au congrès du Parti ouvrier progressiste après l’invasion soviétique de la Hongrie en 1956, le discours secret de Nikita Khrouchtchev et les allégations de J.B. Salsberg sur l’antisémitisme en Union soviétique sous Staline et Khrouchtchev. À la suite de la division et de la levée des interdictions pertinentes, le parti se reforme en tant que Parti communiste du Canada, tandis que la FNJT se réorganise en Ligue de la jeunesse socialiste du Canada et commence à publier un journal appelé Scan. Lors de la réunion de mai 1960, la Ligue de la jeunesse socialiste vote pour changer son nom en Ligue de la jeunesse communiste.

### La révolution cubaine, la guerre du Vietnam et la LJC
En 1968, le Parti communiste du Canada redémarre officiellement la Ligue de la jeunesse communiste. Parmi les dirigeants de la LJC à la fin des années 1960 et au début des années 1970, on compte Elizabeth Hill et Mike Gidora. La future cheffe du Parti, Elizabeth Rowley, n’était qu’une jeune militante à cette époque.
Contrairement à la FNJT, la nouvelle LJC est largement mis à l’écart par des groupes de jeunes plus radicaux alignés avec la nouvelle gauche. C’est particulièrement vrai au sein du mouvement étudiant, où elle n’a pas été en mesure de jouer un rôle efficace dans la prévention de la dissolution de l’Union canadienne des étudiants à la fin des années 1960. La LJC, reconstituée, participe activement à des campagnes telles que le soutien à la révolution cubaine, l’opposition à la guerre du Vietnam et la solidarité avec les peuples du Chili et de l’Afrique du Sud.
Bénéficiant de bureaux partout au pays, la LJC reprend sa publication du The Young Worker qui sera renommée New Horizons. Elle organise également des campagnes pour réduire les tarifs de transport en commun et fait du piquetage dans les quelques restaurants réservés aux Blancs encore en activité au Canada. Contrairement à l’incarnation précédente de la ligue, la nouvelle LJC comprend une unité autonome pour le Québec, la LJC(Q). À la fin des années 1970 et au début des années 1980, de nombreux membres de la LJC(Q) joueront des rôles de premier plan dans le mouvement étudiant québécois, y compris l’Association nationale des étudiants du Québec, tandis que les membres de la LJC du Canada anglais seront actifs au sein de l’Union nationale des étudiants.

### Les années 1980
La LJC bénéficie des propositions de l’URSS, perçues comme appelant à mettre fin à la course aux armements et à promouvoir le désarmement par le large mouvement contre la guerre resurgissant au début des années 1980. La LJC se joint activement au mouvement antinucléaire partout au Canada, y compris au Québec. La Ligue change le nom de sa publication en Rebel Youth, à la suite du groupe de jeunes révolutionnaires cubains qui porte ce nom. Parallèlement, l’organisation québécoise commence également à publier sa propre revue en langue française pour les jeunes : Jeunesse militante.
Les années 80 voient également le renouvellement du leadership de la LJC dans plusieurs domaines, conduisant à une approche plus ouverte et plus active de la Ligue dans les luttes des jeunes. La LJC parvient à faire des percées dans des endroits comme l’Alberta, notamment en renouvelant son organisation par l’entremise du mouvement étudiant, et en Nouvelle-Écosse, ainsi que de renforcer ses efforts au Québec.
La LJC soutient également les développements au Salvador et au Nicaragua, en envoyant une délégation pour aider à la récolte du café nicaraguayen en 1989. La LJC envoie également un membre en mission d’enquête en Palestine sur la situation dans la bande de Gaza. Plusieurs membres se rendent également en Union soviétique, et la LJC prend part à l’organisation des festivals de la jeunesse de 1985 et de 1989 à Moscou et à Pyongyang, respectivement. Ce sont là des expressions majeures d'amitié entre la jeunesse du monde et de débats, avec les développements et les « changements » en cours en URSS qui finiront par se transformer en contre-révolution.
Mais la fin des années 1980 fut également une période de désaccord politique et idéologique croissant au sein de la Ligue sur les nouvelles politiques de l’Union soviétique, avec la Glasnost et la Perestroïka. Mais c’est aussi une époque où la LJC commence à se battre pour les droits des homosexuels et à adopter un point de vue pro-féministe plus militant. Elle soutient l’établissement d’un lien entre l’agenda du mouvement écologique ou environnemental et la politique de classe. Sa revue, Rebel Youth/Jeunesse militante, critique et commente activement l’ère Reagan-Thatcher-Mulroney, qu’on dû affronter les jeunes et l’insécurité économique qui accompagnait la récession. C’est dans ce contexte que la LJC fait élire plusieurs secrétaires généraux partout au pays, notamment en Colombie-Britannique, au Québec et en Alberta, provenant des mouvements de travailleurs, d’étudiants, de femmes et d’homosexuels.

### Période de liquidation de dix ans
En 1990, un grand débat prend place au sein de la LJC autour des changements du mouvement socialiste international qui se produisaient à l’époque. Cela conduit également à une crise profonde au sein du PCC, à la suite de la contre-révolution et de la dissolution de l’Union soviétique. Au sein du Parti communiste du Canada s’amorce un débat interne qui sera décrit plus tard comme une lutte pour le contrôle du Parti, ou une lutte interne amère entre factions menant à une scission. À la fin de la scission, le groupe supposément dirigé par George Hewison forme la Cecil-Ross Society, tandis que ceux qui affirment être le « noyau léniniste du Parti » conservent le nom de PCC. La Société Cecil-Ross préconise la transformation du PCC en une organisation politique de gauche élargie. Jusqu’au moment de leur séparation convenue, les deux parties tente de diriger le Parti et ses actifs politiques et financiers connexes.
Les premières batailles du conflit idéologique sur l’avenir du Parti communiste canadien furent rapidement menées au sein de la LJC. Ici, l’effort du groupe de Hewison tente de démanteler la LJC et de créer une nouvelle organisation connue sous le nom de « Rebel Youth ». Par exemple, le dernier chef de la LJC était Merle Terlesky de Toronto, qui prend la relève après que son chef Chris Frazer ait quitté le groupe, à la suite du congrès des fractions de la Ligue en 1990. Terlesky, un jeune homme à l’aise avec l'homosexualité et pro-féministe qui défend activement les cliniques d’avortement est recruté dans le groupe « réformiste » de Hewison. Lors de la discussion préparatoire à ce congrès, Terlesky soutient fortement les réformes de Gorbatchev à l’échelle internationale et la transformation de la LJC en un groupe d’action social-démocrate non léniniste de gauche.
La direction de Terlesky voit la fermeture du bureau central de la LJC, après son retour d'un voyage de trois mois en URSS en 1991. Voyant peu d’intérêt dans l’ensemble du pays à poursuivre toute forme d’organisation de la jeunesse, il ne se force pas pour la reconstruire après le congrès de division. Lorsque Terlesky prend la parole à l’occasion d’un congrès de la Ligue des jeunes communistes des États-Unis et les informent que la LJC du Canada a abandonné les idéaux marxistes et léninistes, cela n’est pas bien reçu. Pendant une courte période, Terlesky assiste même à des réunions de l'IS (Internationale socialiste) à Toronto après la fin de la LJC, puis quitte complètement la scène de gauche de Toronto pour retourner dans sa province natale de l'Alberta. Peu après, Terlesky dénonce sa participation à la politique communiste, ainsi que ses opinions d’aise avec l'homosexualité et pro-féministes et, ironiquement, s’engage auprès du Parti réformiste du Canada, un parti populiste de droite, et dans des groupes anti-avortement.
Le leadership de Terlesky semble avoir marqué une fin tragi-comique pour la jeunesse communiste organisée du Canada. Entre-temps, en attendant son règlement éventuel, le bureau des Parties à Toronto, où se trouve le bureau central de la LJC, l’imprimerie du Parti et une grande partie des économies du Parti, tombent aux mains du groupe éphémère Cecil-Ross. Alors que certains membres rejoignent l’organisation Cecil-Ross, de nombreux anciens de la LJC quittent tout simplement la politique communiste. Un groupe restreint d’anciens de la LJC choisit de rester avec le PCC, consacrant ainsi l’essentiel de ses efforts à la reconstruction du Parti. En quelques années à peine, la LJC passe d’une organisation de jeunesse dynamique et active à une organisation inexistante. Au cours des onze années qui suivirent, soit de 1992 à 2003, il n’y a plus de LJC active au Canada.

### Réorganisation
Bien que l'éclatement et la dissolution de la Ligue de la jeunesse communiste du Canada, au début des années 1990, soit largement considéré comme le symbole d’une défaite permanente des idées léninistes au sein du mouvement de la jeunesse et des étudiants, l’actualité de la politique révolutionnaire chez les jeunes canadiens et l’inactivité de la LJC s’avèreront temporaires. Quelques années après la liquidation, la nécessité d'une organisation de jeunesse communiste, politiquement et idéologiquement associée au Parti communiste du Canada, se fera beaucoup plus évidente dans la perspective du Parti.
Dans les années 1990, on assiste à une forte poussée de militantisme étudiant, alors que les mouvements syndicaux et sociaux reprennent de la vigueur pour s’opposer aux compressions massives initiées par le Parti libéral du Canada au pouvoir. Au Québec, le référendum de 1995 met en lumière la crise de la Confédération, qui, selon les communistes, s’enracine dans l'inégalité capitaliste des nations et inclut l'oppression des nations autochtones. Les jeunes autochtones sont à l’avant-garde de la montée du militantisme autochtone d’est en ouest, avec la soi-disant crise d’Oka sur les terres mohawks et l’impasse du lac Gustafsen sur le territoire non cédé des Secwepemc. La fin de la décennie voit se lever une nouvelle vague de militantisme chez les jeunes, avec les manifestations contre l'OMC et la ZLEA à Seattle et à Québec. Des jeunes issus des nouvelles communautés d'immigrants au Canada apportent leur expérience dans la lutte, y compris celle de la libération nationale, et commencent à s'immiscer dans les luttes contre le racisme. Une nouvelle génération de jeunes féministes et de jeunes gais et lesbiennes dans les écoles reprend le combat pour des espaces positifs aux homosexuels. Le mouvement écologique, qui connait de nombreux affrontements, y compris contre l'exploitation industrielle des ressources naturelles, est également une expression de la lutte de la jeunesse et des étudiants. Cuba demeure une source d'inspiration pour de nombreux jeunes.
D'autre part, les problèmes de clarté idéologique qui ne furent pas résolus dans les années 80 se poursuivent. Des idées opportunistes telles que l'anarchisme viennent combler le vide laissé par la gauche léniniste exerçant une forte hostilité envers les partis politiques, et s’entremêlent avec des idées socialdémocrates opportunistes rejetant tout changement révolutionnaire. Le mouvement anti-mondialisation du Forum social mondial en est un exemple, lequel a des répercussions importantes partout au Canada, y compris au Québec. Suivant ces tendances, un groupe de jeunes appelé « Red Star Youth Collective » se forme à Toronto avec le soutien du PCC et commence à discuter de la création d’une « organisation de jeunesse communiste ». Des groupes semblables commencent à se réunir à Winnipeg et à Montréal. Cependant, le groupe de Toronto se renomme rapidement « Young Left » et se dissocie du Parti. Ces premières tentatives se dissolvent rapidement; leurs principaux efforts étant souvent axés sur l'antimondialisation et la solidarité internationale.
À l’automne 2003, une conférence a lieu à Vancouver, où se constitue un comité préparatoire de la Ligue de la jeunesse communiste. Lorsque les jeunes de tout le pays manifestent leur intérêt, la LJC s’étend à l’Alberta, au Manitoba et au sud de l’Ontario. En 2004-2005, la LJC fait partie d’un groupe de tête qui se réunit pour organiser une délégation au 16e Festival mondial de la jeunesse et des étudiants à Caracas. Peu après, la LJC demande sa réadmission à la Fédération mondiale de la jeunesse démocratique, et commence à se réorganiser au Québec.

### Congrès de reconstruction
En mars 2007, la Ligue de la jeunesse communiste du Canada tient un petit congrès de trois jours à Toronto, il s’agit du 24e Congrès de la LJC et le premier depuis sa dissolution en 1991. Des invités internationaux représentant la Jeunesse communiste portugaise, la Ligue des jeunes communistes des États-Unis, la KNE (Jeunesse communiste de Grèce), l’Union des jeunes communistes de Cuba, ainsi que le président de la Fédération mondiale de la jeunesse démocratique y assistent.
Le congrès adopte le cadre pour le rétablissement de la LJC, en particulier des statuts perpétuant les principes du centralisme démocratique. Une Déclaration d’unité et de résistance reconnait entre autres la contribution dynamique et militante de la jeunesse au mouvement; l’urgence d’une action commune contre la guerre, la crise environnementale et écologique; le caractère multinational du Canada; la nécessité du socialisme; et la relation entre la LJC et le PCC. Un comité central composé de dix personnes et un secrétaire général de la Colombie-Britannique sont élus.

### Politiques et campagnes actuelles
Lors de son Congrès en 2007, la LJC présente un programme en 12 points dans sa « Déclaration d'unité et de résistance », indiquant que son objectif à court terme est d’aider à renforcer la résistance des jeunes et que son objectif à long terme vise à construire le socialisme. Ces 12 points de résistance sont les suivants :
1. La paix
2. La création d’emplois
3. L’accès à une éducation gratuite et de qualité
4. L’égalité des genres
5. Trouver une solution démocratique à la question nationale
6. Organiser les jeunes travailleurs
7. Internationalisme et solidarité
8. Liberté et démocratie
9. Mettre fin à la privatisation! Protéger et élargir les services sociaux
10. Défendre et élargir la souveraineté du Canada, y compris la souveraineté autochtone et l'autodétermination du Québec
11. Culture et loisirs
12. La durabilité de l’environnement

La LJC organise régulièrement des camps de formation d’été, des écoles, des conférences et des séminaires sur des questions d’actualité telles que la crise économique et la jeunesse.

### Congrès récents
La Ligue de la jeunesse communiste tient son 25e Congrès en septembre 2010 à l’Université de Toronto. Un nouveau Comité central est élu, incluant la réélection de l'ancien secrétaire général. Cette période est suivie d'un agenda chargé pour la LJC, notamment l’organisation du 17e Festival mondial de la jeunesse et des étudiants en Afrique du Sud, l’aide à la mobilisation avec le mouvement Occupy, le travail au Québec puis à travers le Canada pour renforcer le soutien à la grève des étudiants du Québec, le soutien au mouvement Idle No More et l’établissement de liens entre plusieurs de ces luttes et le 18e Festival mondial de la jeunesse et des étudiants en Équateur.
En mai 2014, la LJC tient son 26e Congrès, toujours à l’Université de Toronto. Ce congrès a pour but d’élaborer la politique de la YCL-LJC sur les questions d'actualité, de débattre des mises à jour des statuts du Parti, d’établir un plan d’organisation du travail, d’élire une nouvelle direction du comité central et de mettre au point une stratégie commune, militante et activiste pour la lutte des jeunes. La thématique adoptée à l’occasion de ce Congrès est : « Avec le militantisme et l'unité, nous construirons la lutte des jeunes et des étudiants ». Tout en reconnaissant que ces exemples ont su « animer et reprendre nos rues en signe de protestation », ce Congrès souligne qu’il reste encore beaucoup à faire :

Afin de renverser les attaques et de passer à une contre-offensive, il est nécessaire que ces luttes se développent davantage et aillent au-delà de la protestation spontanée, vers un combat extraparlementaire encore plus large, uni, militant et organisé, avec le mouvement ouvrier en son sein.

Les délégués y discutent de la crise économique capitaliste, de l'intervention impérialiste et de la guerre dans le monde, de la crise environnementale et du changement climatique, de l'intensification de l'attaque contre le travail organisé, du chômage/sous-emploi des jeunes et du travail précaire, des salaires de misère, du capacitisme, de la xénophobie et du racisme, de l'attaque génocidaire en cours contre les peuples autochtones, du sexisme, de la transphobie et de l'homophobie et de la lutte pour l’accès à une éducation gratuite et de qualité à tous les niveaux. Tout au long de cette analyse, il est évident que ce qui relie ces luttes entre elles est leur relation à la lutte contre le capitalisme, et en particulier celle contre le capital monopoliste et leurs gouvernements. À l’échelle pancanadienne, cela signifie la lutte contre le gouvernement conservateur Harper, qui représente une consolidation de l'offensive antisociale du capital.
Le Congrès accueille des invités du consulat cubain, représentant le Parti communiste de Cuba et le peuple cubain, le Syndicat des travailleurs et travailleuses des postes, la Campagne de hausse du salaire minimum en Ontario, le Comité de solidarité avec les communautés affectées par la société Chevron en Équateur et la campagne BDS, le mouvement de désinvestissement et de sanctions en solidarité avec la Palestine, de l'Université McMaster. Le Congrès fait élire un nouveau comité central et un nouveau secrétaire général provenant de l'Ontario. L'élection des membres du CC, selon la YCL-LJC, se fait sur la base de l'expérience – tant au sein de la YCL-LJC que dans les mouvements de masse –, des considérations régionales et nationales ainsi que de l'avancement des personnes opprimées par le genre et racialisées. Près de la moitié des membres du nouveau CC provient de la direction sortante.
En 2017, un nouveau congrès a lieu et un comité central formé de 15 membres, 5 suppléants et un nouveau secrétaire général, le troisième depuis la réorganisation et le premier en provenance du Québec, est élu pour diriger la YCL-LJC. Il s'agit du 27e Congrès de la LJC. Selon leur site Web, ce congrès fut le plus important à se tenir depuis la refondation de la YCL-LJC en 2007. Trente-cinq délégués, ainsi que des suppléants et des observateurs en provenance de Montréal, Toronto, Guelph, Hamilton, London, Windsor, Edmonton, Calgary, Vancouver et Victoria, étaient présents pour une série de débats et de discussions placés sous le thème : « Il est maintenant temps de s’organiser contre l’impérialisme et la réaction; honorant notre passé, nous construisons notre avenir socialiste ».
Concernant le Canada, les délégués ont souligné le rôle joué par la YCL-LJC dans la lutte contre l'austérité et les politiques néolibérales imposées par les gouvernements fédéral et provinciaux. En soulignant ce qu'ils qualifient de fin de la « lune de miel » entre certains mouvements ouvriers et sociaux et le gouvernement Trudeau, les jeunes communistes insiste sur ce qu'ils considèrent comme étant l’importance de se mobiliser pour un changement fondamental en faveur de politiques qui garantissent les intérêts de la jeunesse et du peuple, au lieu des intérêts des monopoles. Les délégués, ayant passé une série de votes critiquant ce qu'ils décrivent comme étant la politique d’entreprise du gouvernement Trudeau, partagent leurs préoccupations quant au danger de la montée de l'extrême droite et du fascisme. Ils appuient ce qu'ils qualifient de « solution démocratique et volontaire face à l'inégalité nationale qui s’éloigne du statu quo actuel, fondé sur le génocide des nations autochtones et l'oppression des nations québécoise et acadienne ». En renforçant l'analyse et le travail des jeunes communistes au sein des mouvements ouvriers et sociaux ainsi que des communautés racialisées et opprimées, le congrès adopte notre analyse qui fait le lien entre les luttes contre l'oppression et le marxisme-léninisme. À ce congrès, se discute également des stratégies à adopter pour approcher les jeunes sur les campus et sur leurs lieux de travail, afin de leur présenter le projet politique révolutionnaire de la YCL-LJC.
En aout 2020, à la suite de l’annulation du 28e Congrès en raison de la pandémie de COVID-19, se tient un « congrès extraordinaire ». Ce congrès cherche à aborder l'aggravation de la crise sanitaire, ainsi que les problèmes immédiats d'organisation au sein de la Ligue et entourant l'aggravation de la crise environnementale, la crise du logement et les problèmes liés à la brutalité policière et au racisme. En plus de rédiger une nouvelle résolution politique et un nouveau plan de travail, un nouveau comité central ainsi qu’un nouveau comité exécutif central sont élus. En raison du décès de Pierre Fontaine, chef de longue date du Parti communiste du Québec, et de la succession d’Adrien Welsh, alors secrétaire général de la YCL-LJC, un nouveau secrétaire général devait être élu; et ce poste a alors été comblé par l’organisateur de la cellule de Toronto, Ivan Byard.

## Voir également
- Parti communiste du Canada
- Rebel Youth / Jeunesse militante
- Fédération mondiale de la jeunesse démocratique
- Militantisme chez les jeunes
- Droits des jeunes
- Voix des jeunes